# Caheraphuca

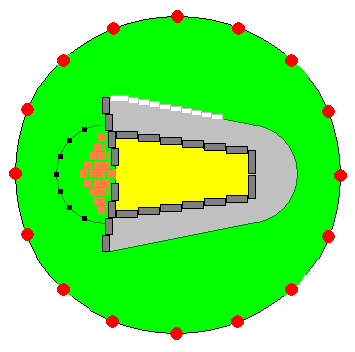
Schema eines Wedge Tomb

Das zwischen 4000 und 2500 v. Chr. in der Jungsteinzeit errichtete Wedge Tomb von Caheraphuca (irisch Cathair an Phúca) liegt westlich und nahe der alten Straße (N18), etwa 800 Meter westlich von Crusheen im Norden des Inchicronan Lough; im Osten des Burren im County Clare in Irland.
Wedge Tombs (deutsch „Keilgräber“, früher auch „wedge-shaped gallery grave“ genannt) sind doppelwandige, ganglose, mehrheitlich ungegliederte Megalithbauten der späten Jungsteinzeit und der frühen Bronzezeit. Keilgräber sind eine Gruppe von aktuell 569 Anlagen in Irland. Sie erhielten ihren Namen nach ihrem Aussehen. Sie bestehen aus einer überdachten Kammer, die in der Regel in der Höhe und Breite von vorne nach hinten abnimmt. Die Anlagen waren ursprünglich von runden, ovalen oder D-förmigen Steinhügeln bedeckt.
Caheraphuca ist irisches National Monument. Der Name bedeutet etwa „Wohnung der Púca“.
Eine lange Kammer aus fünf Tragsteinen unterstützt zwei Decksteine. Diese können ursprünglich ein einziger Stein gewesen sein, der später zerbrochen ist.